# Austropetalia tonyana
Austropetalia tonyana là loài chuồn chuồn trong họ Austropetaliidae. Loài này được Theischinger miêu tả khoa học đầu tiên năm 1995.